# Спрај (Пенсилванија)
Спрај (енгл. Spry) насељено је место без административног статуса у америчкој савезној држави Пенсилванија.

## Демографија
По попису из 2010. године број становника је 4.891, што је 12 (-0,2%) становника мање него 2000. године.
| Група             | 2000.         | 2010.         |
| Белци             | 4.670 (95,2%) | 4.475 (91,5%) |
| Афроамериканци    | 74 (1,5%)     | 130 (2,7%)    |
| Азијати           | 59 (1,2%)     | 80 (1,6%)     |
| Хиспаноамериканци | 64 (1,3%)     | 141 (2,9%)    |
| Укупно            | 4.903         | 4.891         |